# 4 Pułk Piechoty (austro-węgierski)

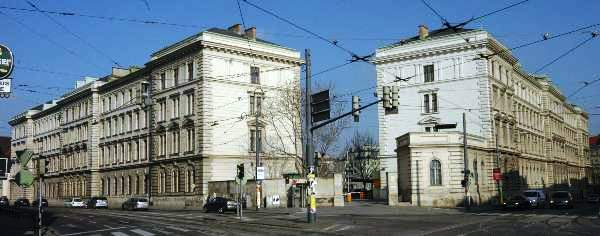
Koszary IR. 4 w Wiedniu

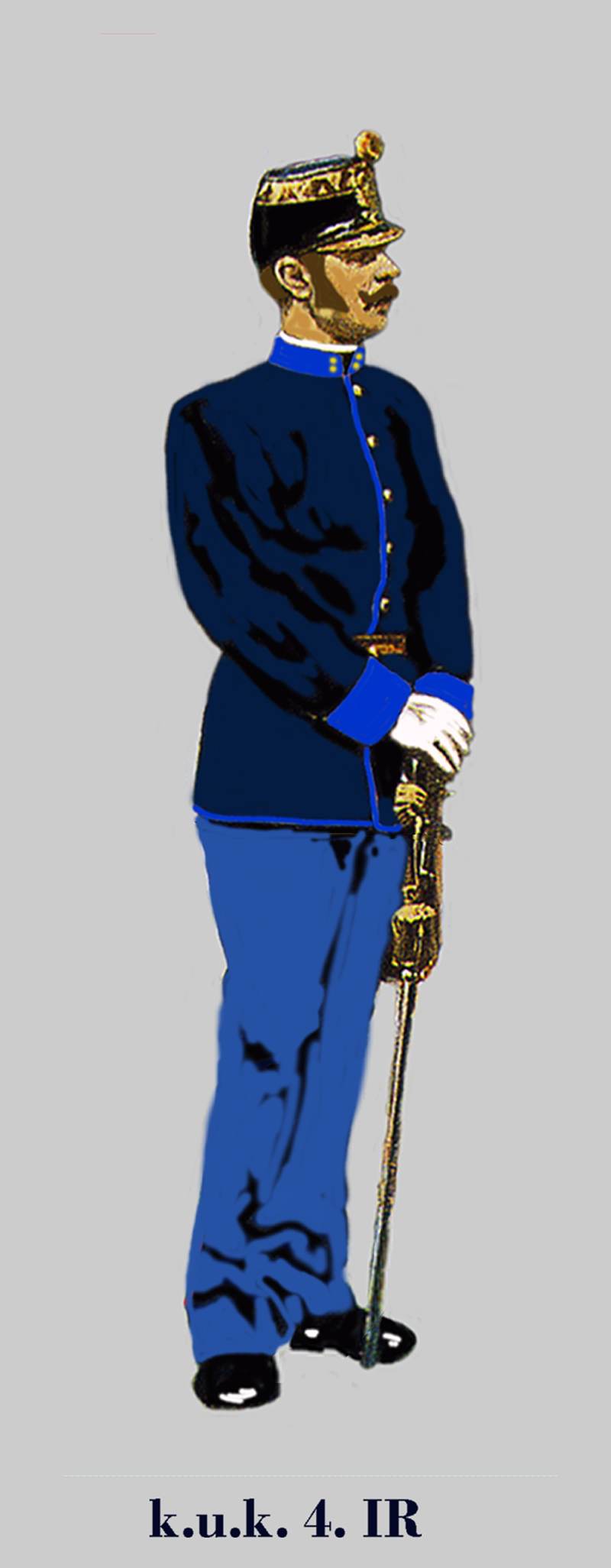
Porucznik IR. 4 w mundurze paradnym

4 Dolnoaustriacki Pułk Piechoty Wielkiego Mistrza Zakonu Krzyżackiego (niem. Niederösterreichisches Infanterieregiment Hoch- und Deutschmeister Nr. 4) – pułk piechoty cesarskiej i królewskiej Armii.

## Historia pułku
Pułk został utworzony w 1696 roku.
Pułk nosił imię wielkiego mistrza zakonu krzyżackiego (niem. Hoch- und Deutschmeister).
Kolory pułkowe jasnoniebieski (himmelblau), guziki złote.
W 1847 roku sztab pułku stacjonował w Wadowicach, a okręg werbunkowy znajdował się w Wiedniu.
W latach 1867–1868 sztab pułku stacjonował w Dubrowniku (wł. Ragusa), komenda okręgu uzupełnień w Wiedniu, a kancelaria rachunkowa w Korneuburgu. W 1869 roku sztab został przeniesiony do Grazu, a pułk otrzymał nazwę wyróżniającą „Dolnoaustriacki”. Komenda rezerwowa pułku znajdowała się w Korneuburgu.
W 1903 roku komenda pułku oraz bataliony (I-IV) stacjonowały w Wiedniu.
W 1904 roku komenda pułku oraz trzy bataliony (I–III) stacjonowały w Mostarze, a IV batalion w Wiedniu.
W 1909 roku komenda pułku oraz trzy bataliony (I–III) stacjonowały ponownie w Wiedniu, a IV batalion był detaszowany w Konjicy, w Bośni i Hercegowinie.
W 1912 roku I batalion został dyslokowany do Wöllersdorfu.
W 1914 roku pułk wchodził w skład II Korpus Austro-Węgier. Okręg uzupełnień pułku znajdował się w Wiedniu.
Skład narodowościowy w 1914 roku 95% – Niemcy.
Pułk walczył z Rosjanami w końcu 1914 i na początku 1915 roku w Galicji oraz w Królestwie Kongresowym. Żołnierze pułku są pochowani m.in. na cmentarzach w Jędrzejowie i Włodowicach.

## Szefowie pułku
Pierwszym szefem pułku był płk Franz Ludwig palatyn reński i książę von Neuburg (1696 – †18 IV 1732), a po nim kolejni wielcy mistrzowie zakonu krzyżackiego:
- płk Klemens August elektor Kolonii (1732 – †6 II 1761),
- FM Karol Lotaryński (1761 – †4 VII 1780),
- Maksymilian Franciszek Habsburg elektor Kolonii (1780 – †26 VII 1801),
- FM Karol Ludwik Habsburg (1801–1804, zrzekł się tytułu wielkiego mistrza na rzecz młodszego brata Antoniego),
- FZM Antoni Wiktor Habsburg (1804 – †2 IV 1835),
- FZM Maksymilian Habsburg-Este (1835 – †1 VI 1863),
- FZM Wilhelm Habsburg (1863 – †29 VII 1894),
- FM Eugeniusz Ferdynand Habsburg (od 1894)[1].

## Żołnierze
Komendanci pułku
- płk Heinrich von Habermann (1847)
- płk Johann Töply von Hohenvest (1866–1868 → brygadier w 15 Dywizji)
- płk Karl Bolzano von Kronstätt (1869 – )
- płk Gustav Borosini von Hohhenstern (1895)
- płk Ferdinand Pfeiffer (1900)
- płk Norbert Knopp von Kirchwald (1903–1904)
- płk Hugo Daler (1905–1908)
- Eduard Pölz (1909–1912)
- płk Adolf Sterz von Ponteguerra (1913–1914[1])
- płk Ludwig von Holzhausen (1914)

Oficerowie i żołnierze pułku
- kpt. Antoni Chitry de Freyselsfeld
- kpt. Emil Fey
- por. Wenzel Messenhauser (do 1848)
- ppor. Roman Saphier
- Damian Hugo Freiherr von Viermund zu Neersen (1666–1722)
- Edward Rydz-Śmigły, jednoroczna służba wojskowa w latach 1910–1911
- Wilhelm August Jurek (1870–1934) muzyk, służba w latach 1891–1894
- Hans Moser (1880–1964), aktor, służba w latach 1910–1912 oraz od 1914–1918
- Hugo Flink (1879–1947), aktor